# Theodor Klaiber
Theodor Klaiber (* 23. Februar 1870 in Rohrdorf, Oberamt Nagold; † 16. Januar 1921 in Stuttgart) war ein deutscher evangelischer Geistlicher und Literaturhistoriker.

## Leben und Wirken
Theodor Klaiber besuchte das Eberhard-Ludwigs-Gymnasium Stuttgart und begann 1888, nachdem er im Jahr zuvor die Aufnahmeprüfung für das Evangelische Stift Tübingen bestanden hatte, an der Eberhard Karls Universität Tübingen das Studium der Evangelischen Theologie. Seit 1887 war er Mitglied der Studentenverbindung AG Rothenburg Tübingen. Mit der Beantwortung einer Preisaufgabe (Kaiserkrönung von Otto I. bis Karl IV. und die dabei geleisteten Eide) erwarb er den Doktorgrad. Nach seiner ersten theologischen Dienstprüfung wurde er 1893 zunächst Vikar bei seinem Vater, Pfarrer August Klaiber, in Gräfenhausen. Von 1895 bis 1899 arbeitete er als Repetent am Evangelisch-theologischen Seminar in Urach. Die zweite theologische Dienstprüfung legte er 1897 ab. Anschließend versah er als Pfarrverweser kirchliche Dienste in verschiedenen Gemeinden und wurde 1902 Pfarrer in Grafenberg. Im Jahre 1907 schied er aus dem Pfarrdienst aus und übernahm die Aufgabe des Redakteurs beim Staatsanzeiger für Württemberg. 1915 ließ er sich vorzeitig in den Ruhestand versetzen und widmete sich fortan seinen wissenschaftlichen Arbeiten auf dem Gebiet der Literaturgeschichte, vor allem derjenige Schwabens.
1902 heiratete Klaiber Helene Barth, die Tochter eines Kaufmanns. Einer seiner beiden Söhne war der Diplomat Manfred Klaiber.

## Veröffentlichungen
- (Hrsg.): Goldkörner. Eine Sammlung christlicher Lieder und Gedichte zur Erbauung und sittlicher Veredlung. Enßlin & Laiblin, Reutlingen 1899.
- Ehre sei Gott! Eine Mitgabe fürs Leben. Reutlingen 1899.
- (Hrsg. mit Otto Lyon): Die Meister des deutschen Briefes. Velhagen & Klasing, Bielefeld 1901.
- Die Schwaben in der Literatur der Gegenwart. Strecker & Schröder, Stuttgart 1905.
- Adalbert Stifter. Mit einem Bildnis des Dichters. Strecker & Schröder, Stuttgart 1905.
- Dichtende Frauen der Gegenwart. Strecker & Schröder, Stuttgart 1907.
- (Hrsg.): Frauenbriefe aus drei Jahrhunderten. Verlag der Ev. Gesellschaft, Stuttgart 1910.
- (Hrsg.): Bei großen Männern. Denkwürdigkeiten aus drei Jahrhunderten. Verlag der Ev. Gesellschaft, Stuttgart 1913.
- Literatur. In: Viktor Bruns (Hrsg.): Württemberg unter der Regierung Wilhelms II. Deutsche Verlags-Anstalt, Stuttgart 1916, S. 501–540.
- Die Ulmische Gewerbeschule in ihrem Werdegang bis zum 1. Mai 1917. Ulm 1917.
- Gottfried Keller und die Schwaben. Strecker & Schröder, Stuttgart 1919. (Digitalisat)
- Friedrich Theodor Vischer. Eine Darstellung seiner Persönlichkeit und eine Auswahl aus seinen Werken. Strecker & Schröder, Stuttgart 1920 (Digitalisat).
- Die deutsche Selbstbiographie. Beschreibungen des eigenen Lebens, Memoiren, Tagebücher. Metzler, Stuttgart 1921.
- Aus den Lebenserinnerungen eines Fünfzigjährigen. In: Staatsanzeiger für Württemberg / Beilage, Jg. 1924, S. 121–138.